# جمعة جابو
جمعة جابو (بالإنجليزية: Juma Jabu)‏ هو لاعب كرة قدم تنزاني في مركز الدفاع، ولد في 28 ديسمبر 1988 في دار السلام في تنزانيا. شارك مع منتخب تنزانيا لكرة القدم. أما مع النوادي، فقد لعب مع نادي سيمبا.

## وصلات خارجية
- جمعة جابو على موقع قاعدة بيانات كرة القدم.إي يو (الإنجليزية)
- جمعة جابو على موقع ناشيونال فوتبول تيمز (الإنجليزية)